# Automne, octobre à Alger
Pour plus de détails, voir Fiche technique et Distribution.
Automne, octobre à Alger est un film dramatique franco-algérien réalisé par Malik Lakhdar-Hamina, sorti en 1993.

## Synopsis
La vie d'une famille durant les événements d'octobre 1988 en Algérie.

## Fiche technique
- Titre original français : Automne, octobre à Alger[1]
- Titre arabe : خريف: أكتوبر بالجزائر العاصمة[2]
- Réalisation : Malik Lakhdar-Hamina
- Scénario : Malik Lakhdar-Hamina
- Photographie : Youcef Sahraoui
- Montage : Youcef Tobni
- Musique : Safy Boutella
- Production : Jean Bréhat, Tarek Lakhdar-Hamina
- Société de production : Djanet Productions, S.I.A., ENPA, France 3 Cinéma
- Pays de production :  Algérie -  France
- Langue originale : italien
- Format : couleurs
- Genre : drame politique
- Durée : 92 minutes
- Dates de sortie : 
  - France : 8 décembre 1993

## Distribution
- Malik Lakhdar-Hamina : Djihad
- Nina Koritz
- Merwan Lakhdar-Hamina : Momo
- Sid Ahmed Agoumi : Yazid
- François Bourcier : Édouard
- Mustapha El Anka : Zombretto
- Rachid Fares : Ramsès